# Данило Ђокић
Данило Ђокић (Ђедовци, код Сокоца, 18. март 1909 — Романија, новембар 1941), учесник Народноослободилачке борбе и народни херој Југославије.

## Биографија
Рођен је 18. марта 1909. године у селу Ђедовци, код Сокоца. Потиче из сиромашне сељачке породице. Основну школу је завршио у Хан-Стјеницама. После завршетка основне школе, остао је на селу и бавио се земљорадњом.
Члан Комунистичке партије Југославије (КПЈ) постао је још 1938. године. После пријема у Партију, још више се активира у политичкој борби, и постаје један од значајних народних трибуна. Дружећи се са студентима, а посебно са Грујом Новаковићем и Слободаном Принципом, стекао је и солидно марксистичко образовање.
У време пред напад Нацистичке Немачке на Краљевину Југославију, Данило је заједно, с групом другова с Романије, отишао у Сарајево и пријавио се добровољно у војску. После капитулације, вратио се кући и укључио се у припреме и постао један од организатора устанка на Романији. Био је један од првих бораца Романијског партизанског одреда, командир Гасиначке чете и заменик команданта Романијског партизанског одреда.
Већ у првим борбама се истакао као храбар и вешт борац. Само за неколико дана, он је с два друга разоружао жандаре у селу Сјеверском, код Рогатице, уништио десет непријатељских камиона на путу, и на неколико места порушио железничку пругу. Кад је романијска партизанска група нарасла, формирана је Романијска партизанска чета, за чијег је командира постављен Данило. С романијском четом је направио низ подвига. Посебно се истакао у борби за ослобођење Соколца, 25. августа 1941. године, када је као бомбаш допринео уништењу непријатељског упоришта у основној школи, и касније, у борбама на Црвеним стијенама на Романији. Данило је, са својом четом, водио свакодневне борбе с усташама и домобранима; најчешће бомбама и јуришима, одбијао је нападе непријатеља, који је покушавао да освоји положаје које су држали партизани.
Погинуо је новембра 1941. године на Црвеним стијенама на Романији, приликом осматрања положаја.
Одлуком Врховног штаба НОВ и ПОЈ, 6. септембра 1942. године, проглашен је за народног хероја, међу првим борцима НОВ и ПОЈ. У „Билтену Врховног штаба“ бр 20-22 о проглашењу Данила Ђокића за народног хероја пише:
| „ | По одлуци Врховног штаба НОВ и ПОЈ даје се назив народног хероја другу Ђокићу Данилу, командиру Прве романисјке чете, народном јунаку са Романије. Он је херојски погинуо у борбама код Рогатице. | ” |